# 新北市區公車F212路線
新北市區公車F212路線，又稱為「泰林線免費接駁車」，是位於2008年泰山鄉內（現已改制成泰山區）所開放免費接駁車的其中之一，起點和終點站皆為泰山公有市場。

## F212副線
2014年年底開闢一條銜接至五股區免費接駁車的路線，可縮短等待公車的時間，同樣地也給五股區學生或工作者的通勤。

## 影響
泰林線免費接駁車開放後，可接駁較為偏遠地區的泰山區的居民，也可以讓學生或工作者通勤的交通工具，可將抵達目的地的時間大幅縮短。

## 外部連結
- 大臺北公車F212
- 大臺北公車F212副
- 大臺北公車F212楓江
- 暢行台北公車客運資訊站的Facebook專頁